# Liste der Monuments historiques in Bayon (Meurthe-et-Moselle)
Die Liste der Monuments historiques in Bayon führt die Monuments historiques in der französischen Gemeinde Bayon auf.

## Liste der Immobilien
| Bezeichnung      | Beschreibung                                      | Standort                      | Kennzeichnung | Schutzstatus | Datum | Bild |
| ---------------- | ------------------------------------------------- | ----------------------------- | ------------- | ------------ | ----- | ---- |
| Kirche St-Martin | von 1881 et 1883 erbaut, Architekt Léopold Gigout | Rue Antoine-de-Ravinel (Lage) | PA54000073    | Inscrit      | 2012  |      |

## Liste der Objekte
| Bezeichnung                     | Beschreibung           | Standort                       | Kennzeichnung | Schutzstatus | Datum | Bild |
| ------------------------------- | ---------------------- | ------------------------------ | ------------- | ------------ | ----- | ---- |
| Skulpturengruppe Dreifaltigkeit | Stein, 15. Jahrhundert | in der Kirche St-Martin (Lage) | PM54000045    | Classé       | 1908  |      |
| Grablegungsgruppe               | Stein, 16. Jahrhundert | in der Kirche St-Martin (Lage) | PM54000047    | Classé       | 1908  |      |
| Skulptur Heilige Margaretha     | Stein, um 1500         | in der Kirche St-Martin (Lage) | PM54000048    | Classé       | 1981  |      |
| Pietà                           | Stein, 16. Jahrhundert | in der Kirche St-Martin (Lage) | PM54000046    | Classé       | 1908  |      |
| Skulptur Heiliger Rochus        | Stein, um 1500         | in der Kirche St-Martin (Lage) | PM54000049    | Classé       | 1981  |      |